# Abbas Attar
Abbas Attar, pers. عباس عطار (ur. 1944, zm. 25 kwietnia 2018) – irańsko-francuski fotograf znany z fotoreportaży realizowanych w Biafrze, Wietnamie i RPA w 1970, a w późniejszych latach także z jego obszernych esejów na temat religii. Był członkiem agencji fotograficznej Magnum Photos.

## Życiorys
Abbas Attar wyemigrował w wieku 8 lat do Francji. Swoją karierę rozpoczął w 1964 roku od robienia zdjęć dla algierskich gazet. Od 1970/71 Abbas pracował jako niezależny fotograf dla „Jeune Afrique”. Jego prace, opublikowane w czasopismach na całym świecie, zawierają przede wszystkim tematy wojenne i rewolucyjne, ilustrują wojny i rewolucje w Biafra, Bangladeszu, Ulster, Wietnamie, na Bliskim Wschodzie, w Chile, na Kubie i RPA. W liście w 1981 roku prosił o przyjęcie do Magnum Photos, co zostało zrealizowane 1983 roku; od 1985 był pełnoprawnym członkiem agencji.

## Publikacje
- Iran, la révolution confisquée, Paris 1980.
- Retornos a Oapan, Mexico 1986.
- Return to Mexico, New York 1992.
- Allah O Akbar, voyages dans l’Islam militant, London 1994.
- Allah O Akbar, a journey through militant Islam, London 1994.
- Viaggio negli Islam del Mondo, Roma 2002.
- Voyage en chrétientés, Paris 2000.
- Faces of Christianity, New York 2000.
- Glaube-liebe-hoffnung, Munchen 2000.
- IranDiary 1971–2002, Paris 2002.
- IranDiario 1971–2005, Milano 2006.
- Abbas, I Grandi Fotografi di Magnum, Milano 2005.
- Sur la Route des Esprits, Paris 2005.
- The children of Abraham (katalog towarzyszący wystawie), Paris 2006.
- In Whose Name?, London 2009.